# 서그리스주
서그리스주는 그리스의 13주 가운데 하나로 주도는 파트라이며 면적은 11,350.18km2, 인구는 679,796명(2011년 기준), 인구 밀도는 60명/km2이다. 서그리스주에는 아하이아현, 에톨로아카르나니아현, 일리아현이 있다.
이 곳 기후는 여름에는 덥고 겨울에는 온화한 편이다. 여름에 이 지역 해변에는 주로 화창한 날씨를 보이며 산지에는 구름이 끼고 비가 내릴 때가 많다. 에리만토스산, 파나헤코산(Παναχαϊκό), 아로아니아산에는 겨울에 눈이 흔하다. 서그리스 저지에는 겨울 최고 기온이 약 10 °C이다.